# Eulogio Dávalos Llanos
Eulogio Dávalos Llanos (Santiago, 1945) músico compositor y guitarrista clásico chileno.

## Biografía
Eulogio Dávalos Llanos nació en Santiago de Chile en 1945. Su padre fue Eulogio Dávalos Román, pianista, compositor y director de orquesta, quien le dio la formación musical temprana en las disciplinas de piano, solfeo y canto. Su madre es Elia Llanos Romero, quien a los 7 años lo inició en el mundo de la guitarra, instrumento por el cual se decantaría.
Estudió en el Conservatorio Nacional de Música (actualmente ocupada por el Departamento de Música y Sonología de la Facultad de Artes) de la Universidad de Chile con Liliana Pérez Corey. Posteriormente tuvo como maestro al guitarrista José Pavez Rojas, discípulo de Miquel Llobet.
En el 1954 realizó una gira por todo Chile. La crítica musical chilena lo describió como “la revelación musical de Chile”.
Terminó sus estudios musicales en la Asociación de Música de Cámara de Buenos Aires. Poco tiempo después, en 1957, de vuelta a Santiago, audicionó para Andrés Segovia, el cual lo impulsó a viajar a España. En Argentina, el pianista Claudio Arrau también le aconsejó realizar su carrera en Europa.
Junto a la pianista Gloria Dávalos, su hermana, ofreció innumerables conciertos. Los estrenos de conciertos para guitarra y orquesta se sucedieron en Chile, Bolivia y Argentina. Su otra hermana, Gracia Dávalos, es cantante de folklore de América Latina.
En 1963, RCA Víctor lo contrató como artista exclusivo y sus discos se reeditaron en Chile, Francia y EE. UU. 
Su incesante búsqueda e investigación, hizo que en 1966 formara dúo con Miguel Ángel Cherubito (maestro y compositor argentino). El dúo Dávalos & Cherubito ofreció más de 800 conciertos en África, Europa, América del Norte y Sudamérica. Varios discos y registros para TV y Radio, junto a clases magistrales marcaron los veinte años de la extensa carrera del Dúo.
En 1969, fue el primer guitarrista latinoamericano que grabó el Concierto de Aranjuez, de Joaquín Rodrigo, junto al director estadounidense, Gerald Brown (Director de la Orquesta Sinfónica de Illinois).

## Tren Popular de la Cultura
Entre el 16 de febrero y el 15 de marzo de 1971, participó en el Tren Popular de la Cultura, recorriendo innumerables pueblos y ciudades, en lo que Dávalos calificó como la experiencia más rica de su vida, en cuanto a la vivencia y aprendizaje personal de la sensibilidad de miles niños, trabajadores y gente humilde de su país. El proyecto era dependiente de la secretaría general de gobierno, y en él participaron, entre otros, escritores como Armando Casígolli y Edmundo Herrera; actores como María Eugenia Cavieres, Peggy Cordero, Luis Alarcón, Adriano Castillo y Sergio Buschman y un elenco artístico musical que incluía a Rolando Alarcón, el grupo "Rauquén", Osvaldo Madera, Los Emigrantes y Nano Acevedo.

## Colaboraciones de renombre
Narciso Yepes presentó al dúo Dávalos & Cherubito en París (1975) en el Museo del Louvre (Salón Napoleón III). El 14 de octubre de 1975, actuaron en el Carnegie Hall, de Nueva York, con notable crítica de Allan Hughes del The New York Times. Eulogio Dávalos fue el primer y único guitarrista chileno que actuó en el mítico coliseo, hasta que en marzo de 2010 lo hiciera su compatriota Carlos Pérez. 
Eulogio Dávalos y Víctor Jara fueron contratados por el Departamento de Extensión de la Universidad Técnica del Estado (actualmente Universidad de Santiago de Chile). Juntos realizaron muchísimos recitales con el Coro de la Universidad, actores varios y grupos como Quilapayún e Inti-illimani. Se trató de un proyecto de difusión artística intenso que se dio a cabo durante el inicio de la década de los años 70.
Con Violeta Parra y su hijo Ángel Parra crearon la Peña de la Guitarra Clásica. Violeta Parra le propuso grabar sus "Anticuecas" para guitarra solista, pero no fue hasta después de muchísimos años que se pudo hacer la primera audición mundial en la Academia de Bellas Artes de San Fernando en Madrid, el año 1991. Esto fue gracias al trabajo de investigación de la pedagoga Olivia Concha Molinari, quien rescató la obra.

## Giras
A lo largo de su carrera artística han sido muchas las giras que Eulogio Dávalos ha realizado. Actuó en el Palacio de La Moneda, en la Casa natal de Chaikovski, en el Palacio del Kremlin, en el Palacio de los Congresos de Berlín, en el Carnegie Hall de Nueva York, en el Palacio de la Música Catalana, en el Auditorio Nacional de Música de Madrid, etc.

## Retorno a Chile
En el año 1990, el ex-presidente chileno Patricio Aylwin lo designó Embajador Cultural Itinerante de Chile, cargo ad honorem.
En el año 2000, fue invitado a Chile a la Fiesta de la Cultura, con motivo del nombramiento del expresidente chileno Ricardo Lagos Escobar.
En el 2005, Dávalos volvió a Chile y actuó con la Orquesta de Cámara Juvenil de Rancagua en el marco del Proyecto Sismo llamado "Chile se mueve con arte". Su presentación fue posible gracias al apoyo de la Municipalidad de Rancagua y la Agrupación de Artistas, Intérpretes y Ejecutores de España.

## Proyectos en España
Es creador del Concurso Internacional de Guitarra "Ciutat de Barcelona", homenaje a M. L. Anido, Festival Guitarras de América de Barcelona y Director Artístico y Fundador del Festival Internacional de Guitarra de Chile.
Es presidente del Centro Salvador Allende, y del Casal "Miquel Llobet", ambos en Barcelona.

## Obra y grabaciones
Sus obras para guitarra están grabadas y han sido interpretadas por notables guitarristas, se destacan los homenajes a Pablo Neruda, Violeta Parra, Víctor Jara y Rafael Alberti. En el CD Concierto latinoamericano, editado en 1991 en Chile, encontramos composiciones propias como "Cueca a Pablo Neruda" y "Siempre". En este álbum también reúne 'Run Run se fue pa'l Norte', de Violeta Parra, y "Manifiesto" y "Doncella encantada", ambos de Víctor Jara, entre otros.
- Cherubito, Miguel Ángel; Dávalos, Eulogio: Gabriel Brncic: música contemporánea chilena. Chile 1979 (CD)

- Rodrigo, Joaquín: Concierto de Aranjuez. Eulogio Dávalos, guitarra. Orquesta Filarmónica RCA. Gerald Brown, director. RCA Chile 1970. (LP)

- - Incluye: 1 Mov; 2 Mov.; 3 Mov. del Concierto de Aranjuez (Joaquín Rodrigo); Sonata en Mi Menor (Doménico Scarlatti); "El Viejo Castillo" (de Cuadros de una Exposición) (Modesto Moussorgsky); Preludio Nº 1 (Eulogio Dávalos); Manchay Ppuittu (Eulogio Dávalos Román); Vals Mexicano (Manuel Ponce).

- Dávalos, Eulogio: Tonada sin retorno. Barcelona Music Distribución, D.L. 1988. (partitura)

- Dávalos, Eulogio: Concierto latinoamericano. Alerce. (CD)

- Dávalos, Eulogio: Concierto latinoamericano II. 1998. (CD)

- Dávalos, Eulogio: "América canta a Rafael Alberti" de Walter Ríos. Obra teatral dirigida por Eulogio Dávalos. Fundación “Salvador Allende”. Santiago. Chile, 2000.

El 23 de noviembre de 2000, en el Auditorio del Instituto de Música de la Universidad Católica, se presentó el CD Esquinas del guitarrista Oscar Ohlsen. El fonograma contiene obras de Gustavo Becerra, Edmundo Vásquez, Raúl Céspedes, Oscar Ohlsen, Juan Pablo González, Santiago Vera, Christian Uribe, Juan Orrego-Salas, Eulogio Dávalos y Alejandro Guarello.